# 堀口藍園

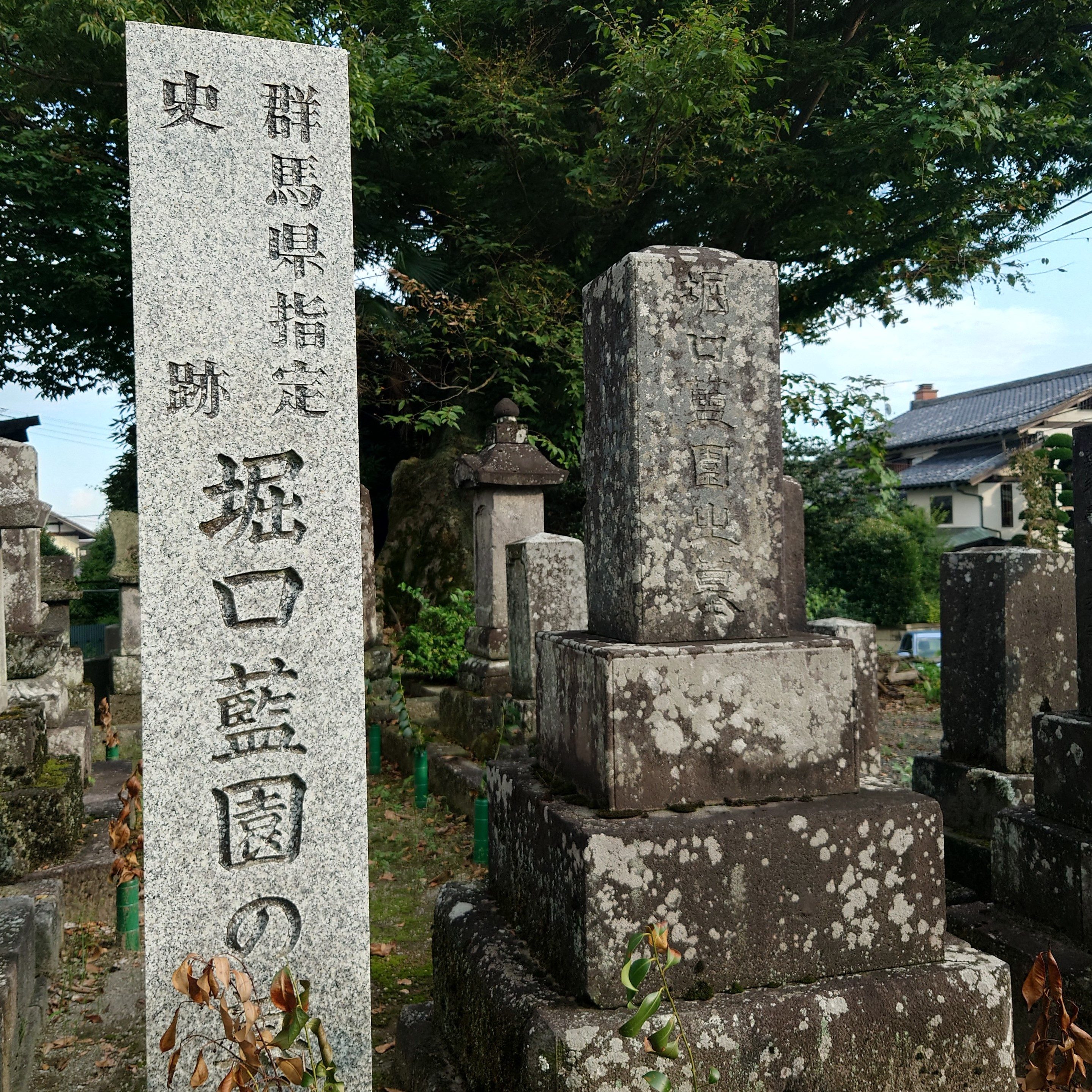
堀口藍園の墓（群馬県指定史跡）

堀口 藍園（ほりぐち らんえん、文政元年10月10日（1818年11月8日） - 明治24年（1891年）9月30日）は、上野国群馬郡渋川（現・群馬県渋川市）の幕末・明治時代の教育者。幼名は藤吉、通称五郎兵衛、字は張卿（ちょうけい）、諱は貞歙（さだはる）。号の藍園は家業が紺屋（藍染屋）だったことによる。

## 生涯
文政元年10月10日（1818年11月8日）、上野国群馬郡渋川村裏宿（現・群馬県渋川市渋川）の紺屋、堀口柳蔵の長子として生まれる。母イセは植野村（現・前橋市総社町植野）の福島武右衛門の娘。母は藍園が6歳の時に没したため、イセの従妹シゲが柳蔵の後妻となり、貞敬（のち伊香保神社神官）・アサを産んだ。
12歳の頃から近所の高橋蘭斎に読み書き、儒学を学び、やや長じて南横町（南町）の木暮足翁に国学と和歌を、並木町遍照寺の周休（竹渓）に漢詩を学ぶ。
天保6年（1835年）、高崎藩士鎌原氏の娘ムラと結婚。
嘉永5年（1852年）ごろ、家塾を開く。
安政4年（1857年）江戸に遊学。大沼枕山、小野湖山、蒲生褧亭と交わる。
明治元年（1868年）、前橋藩領渋川の名主となる。同年の戊辰戦争、三国峠・戸倉の戦いに自身の子文平（文秤）、友人後藤八郎右衛門、門弟入沢啓助を参戦させた。
明治6年（1873年）6月20日、熊谷県令河瀬秀治より第一大学区第十八番中学区の取締役に任命。
明治10年（1877年）3月、学制発布により閉じていた塾の再開のため、「私塾開業願」を楫取素彦県令に提出。
同年、長子文秤（号は大路）が浜松で客死。
明治14年（1881年）2月15日、藍園門下の同窓会「金蘭吟社」の第一回会合が開催。
明治24年（1891年）9月30日没。
明治26年（1893年）、渋川八幡宮境内に「堀口藍園翁碑」建立。撰並書は貴族院副議長細川潤次郎男爵、篆額は枢密院副議長東久世通禧伯爵。
大正13年（1924年）贈従五位。
昭和27年（1952年）11月11日、墓所が群馬県指定史跡となる。

## 門弟
- 山田次郎平 - 吾妻郡沢田村長。
- 高津仲次郎 - 県会議長、衆議院議員。
- 関口朝吉 - 県会議員。
- 今井善兵衛 - 勢多郡北橘村長。
- 山口孝太郎 - 県会議員。
- 神保重兵衛 - 群馬郡清里村長。
- 小曽根幸一 - 群馬郡清里村長。
- 木暮金太夫 - 群馬郡伊香保町長。
- 大島甚左衛門 - 群馬郡伊香保町長。
- 森田秋三郎 - 群馬郡伊香保町長。
- 間庭文造 - 群馬郡金古町長。
- 後藤文平 - 群馬郡白郷井村長、県会副議長。
- 荒木真平 - 群馬郡白郷井村長。
- 宮下孫兵衛 - 群馬郡長尾村長。
- 岸平六 - 群馬郡金島村長。
- 都丸房治郎 - 群馬郡金島村長。
- 福島半平 - 群馬郡金島村長。
- 高橋諄三郎 - 群馬郡古巻村長、県会副議長。
- 相川亮輔 - 群馬郡古巻村長。
- 相川寛三郎 - 群馬郡古巻村長。
- 伊藤源之丞 - 群馬郡豊秋村長。
- 小野沢宗蔵 - 群馬郡渋川町長。
- 石坂雄吾 - 群馬郡渋川町長。
- 羽鳥資 - 群馬郡渋川町長、上毛銀行頭取。
- 狩野定次郎 - 群馬郡渋川町長、県会議員。
- 後藤善十郎 - 群馬郡渋川町長。
- 青木松太郎 - 群馬郡渋川町長、県会議員。
- 堀口仲七 - 群馬郡渋川町長、渋川銀行頭取。
- 羽鳥年太郎 - 群馬郡渋川町長。